# Джоуї Якобс
Джоуї Якобс (нід. Joey Jacobs, нар. 10 квітня 2000, Пюрмеренд, Нідерланди) — нідерландський футболіст, захисник клубу «Алмере Сіті».

## Ігрова кар'єра

### Клубна
Джоуї Якобс є вихованцем клубної академії АЗ. В жовтні 2018 року він почав свої виступи на професійному рівні, граючи за дублюючий склад АЗ — «Йонг АЗ» в Другому дивізіоні.
В січні 2022 року Якобс перейшов до клубу «Алмере Сіті», з яким підписав контракт на два з половиною роки. Провівши один сезон в Еерстедивізі, в сезоні 2022/23 своєю грою Якобс допоміг команді через перехідний плей - оф вийти до вищого дивізіону. 19 серпня 2023 року у матчі проти «Фортуни» (Сіттард) Якобс дебютував в Ередивізі.

### Збірна
З 2016 року Джоуї Якобс провів кілька матчів у складі юнацьких збірних Нідерландів.

## Особисте життя
Старший брат Джоуї — Джеймі Якобс також професійний футболіст.